# Dinguila-Peulh
Dinguila-Peulh est une localité située dans le département de Barga de la province du Yatenga dans la région Nord au Burkina Faso. 

## Histoire
Le 8 mars 2020, les villages de Dinguila-Peulh et de Barga-Peulh subissent une attaque de groupes d'autodéfense, en représailles aux actions jihadistes auxquelles participent fréquemment des Peulhs dans le contexte de l'Insurrection djihadiste au Burkina Faso, qui fait une quarantaine de morts.

## Démographie
Lors du recensement de 2006, on y a dénombré 984 habitants. Comme son nom l'indique, ce sont des Peuls.

## Santé et éducation
Le centre de soins le plus proche de Dinguila-Peulh est le centre de santé et de promotion sociale (CSPS) de Barga-Mossi tandis que le centre médical régional (CMR) se trouve à Ouahigouya.